# Black and Yellow
Black and Yellow è un brano musicale del rapper statunitense Wiz Khalifa, estratto come primo singolo dall'album Rolling Papers. È stato pubblicato il 14 settembre 2010 in anticipo di diversi mesi rispetto all'uscita dell'album. Il brano è stato scritto da Wiz Khalifa e Stargate, e prodotta da questi ultimi. Il titolo del brano è un riferimento ai colori della bandiera di Pittsburgh, la città dove Wiz si trasferì in tenera età. Il brano è diventato particolarmente famoso per aver generato un numero di remix e rifacimenti. Il singolo è arrivato sino alla prima posizione della Billboard Hot 100.

## Tracce
Digital download
1. Black and Yellow (Explicit Album Version) – 3:36
2. Black and Yellow (G-Mix) (featuring Juicy J, Snoop Dogg and T-Pain) – 4:35

## Remix e altre versioni
Sono stati prodotti numerosi remake di Black and Yellow, e fra i più noti si possono citare:
- White and Purple di Chet Haze, figlio di Tom Hanks, in rappresentanza dell'Università Northwestern.[11][13]
- Black and Yellow di Crooked I.[15]
- Black and Yellow di Donnis.[15]
- White and Navy di Fabolous in rappresentanza di New York, e dei New York Yankees.[11]
- Purp and Yellow di Game, Snoop Dogg, e YG in rappresentanza dei Los Angeles Lakers.[11]
- Black & Red di Jermaine Dupri in rappresentanza dei Atlanta Falcons.[16]
- Green and Yellow di Lil Wayne, in rappresentanza dei Green Bay Packers in Super Bowl XLV.[11][17]
- Black & Yellow di Tyga.[15][16]
- Black and Guido di Vinny Guadagnino.[13]
- Black and Yellow (Mike Tomlin) di Wale.[15]
- Teal and Purple in onore dei New Orleans Pelicans
- Rosso Nero di Jake La Furia e Denny La Home, dopo la vittoria della Serie A 2010-2011 da parte del Milan.
- Nero Azzurro di GionnyScandal, la canzone è stata fatta come insulto al Milan.
- Soldi e Fama di Emis Killa
- Bianco Nero degli 8 Hz alias Vinello & Ruka, dedicata alla Juventus.
- Blucerchiato (Black and Yellow remix) di Pensie , dedicata alla Sampdoria e scritta perché la squadra stava retrocedendo in Serie B
- Bianco Azzurro di O' iank fuossera, dedicata al Napoli.
- Rosso e Blu di Demi (con Jamal, Seque, Ill Quest, Sparta, Drino, Kire e Gilfo) singolo tratto da "La Città Del Sole" in rappresentanza della città di Cagliari.
- Black & Gold di Lil Chuckee

## Classifiche
| Classifica (2011)        | Posizione massima |
| ------------------------ | ----------------- |
| Canada                   | 7                 |
| Danimarca                | 26                |
| Finlandia                | 3                 |
| Francia                  | 45                |
| US Billboard Hot 100     | 1                 |
| US Hot R&B/Hip-Hop Songs | 6                 |
| US Pop Songs             | 18                |
| US Rap Songs             | 1                 |

### Classifiche di fine anno
| Classifica (2011) | Posizione |
| ----------------- | --------- |
| Stati Uniti       | 31        |